# Леман, Уилфред
Уилфред Эдвин Леман (англ. Wilfred Edwin Lehmann; род. 1929, Мельбурн) — австралийский скрипач, дирижёр и композитор.

## Биография
Учился в Школе музыки Мельбурнского университета у Натана Гутмана, затем в Великобритании. В 1952 году дебютировал в Лондоне как солист, концертировал в Англии и играл в составе Королевского филармонического оркестра. В 1958 году выиграл в Лондоне Конкурс скрипачей имени Карла Флеша, в 1958—1960 гг. играл в Бирмингемском оркестре. Гастролировал по Европе, по приглашению Давида Ойстраха выступил в СССР.
В 1960—1970 гг. работал в Японии, в том числе как дирижёр Токийского филармонического оркестра. Затем вернулся в Австралию, в 1972 г. концертмейстер и второй дирижёр Квинслендского симфонического оркестра. В 1976—1979 гг. концертмейстер и второй дирижёр Нэшвиллского симфонического оркестра в США, создал также Нэшвиллский камерный оркестр. Затем вновь работал в Австралии.
К композиции обратился во второй половине жизни. Написал музыку к австралийскому анимационному фильму «Горбун из Нотр-Дама», несколько балетов. Среди наиболее известных пьес — «Вакханалии» (англ. Bacchanals; 1987) для оркестра, концерт для двух фортепиано с оркестром (1991), струнные квартеты, Польские вариации для скрипки и фортепиано (1986), Симфонический реквием детям — жертвам войны (1994).